# 汤姆·里奇
托马斯·约瑟夫·里奇（Thomas Joseph Ridge，1945年8月26日—），美国政治家，美国共和党成员，曾任美国众议院议员（1983年-1995年）、宾夕法尼亚州州长（1995年-2001年）、美国总统国土安全顾问（2001年-2003年）和首任美国国土安全部长（2003年-2005年）。
离开政坛，里奇担任家得宝公司和好时公司董事会成员，同时被聘为德勤会计师事务所高级顾问。
| 前任： 首任          | 美国国土安全部长 2003年 - 2005年 | 繼任： 迈克尔·切尔托夫 |
| 前任： 罗伯特·P·凯西 | 宾夕法尼亚州州长 1995年 - 2001年 | 繼任： 马克·S·施韦克   |